# Gold and Diamonds
Az Gold and Diamonds című lemez a Bee Gees Németországban  kiadott  válogatáslemeze.

## Az album dalai
1. Tragedy (Barry, Robin és Maurice Gibb) – 5:03
2. How Deep is Your Love (Barry, Robin és Maurice Gibb) – 4:03
3. I've Gotta Get a Message to You (Barry, Robin és Maurice Gibb) – 2:59
4. Words (Barry, Robin és Maurice Gibb) – 3:13
5. Saved by the Bell  (Robin Gibb) – 3:03
6. I.O.I.O.  (Barry Gibb, Maurice Gibb) – 2:52
7. He's a Liar (Barry, Robin és Maurice Gibb) – 4:00
8. Night Fever (Barry, Robin és Maurice Gibb) – 3:29
9. Soldiers (Barry, Robin és Maurice Gibb) – 4:25
10. Living Eyes (Barry, Robin és Maurice Gibb) – 4:15
11. Stayin' Alive (Barry, Robin és Maurice Gibb) – 4:41
12. Too Much Heaven (Barry, Robin és Maurice Gibb) – 4:55
13. Morning of My Life (In the Morning) (Barry Gibb) – 3:52
14. Massachusetts (Barry, Robin és Maurice Gibb) – 2:21
15. New York Mining Disaster 1941 (Barry és Robin Gibb) – 2:12
16. Saw a New Morning (Barry, Robin és Maurice Gibb) – 4:13
17. To Love Somebody (Barry és Robin Gibb) – 2:57
18. Paradise (Barry, Robin és Maurice Gibb) – 4:20

## Közreműködők
- Bee Gees